# Pentas
Pentas là một chi thực vật có hoa trong họ Thiến thảo (Rubiaceae).

## Hình ảnh

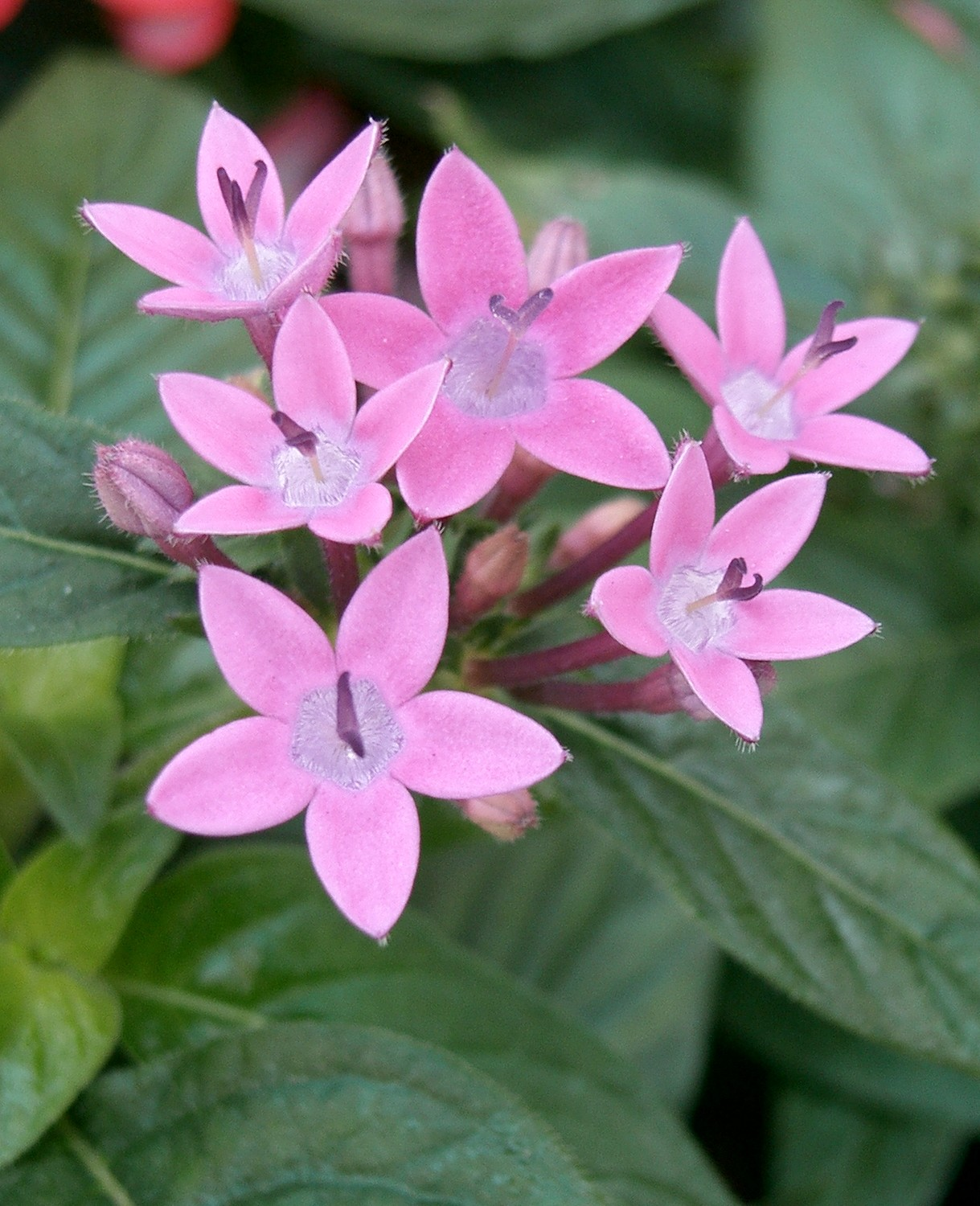
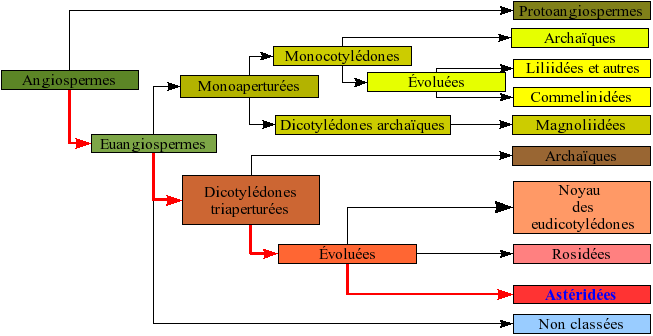
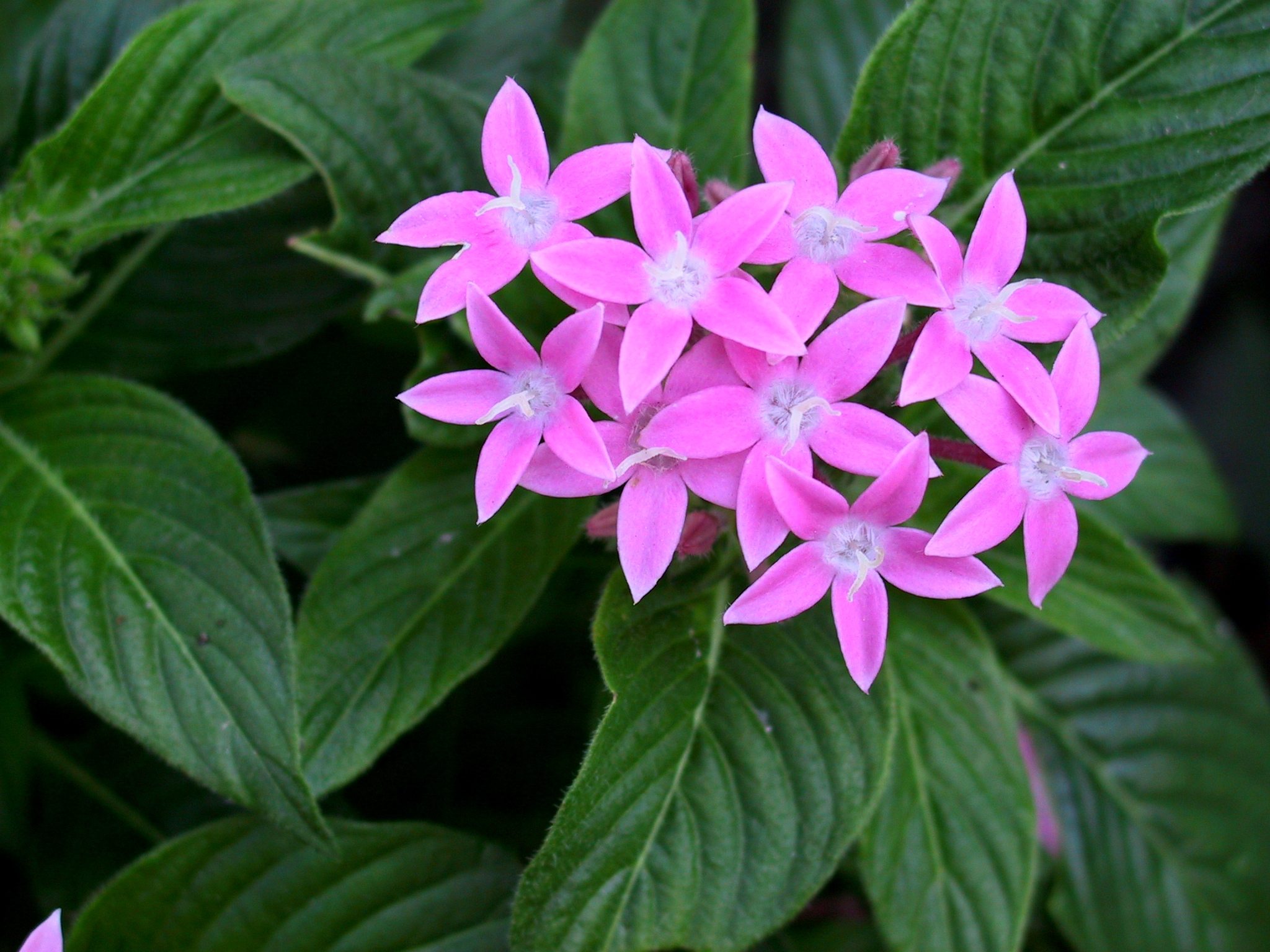
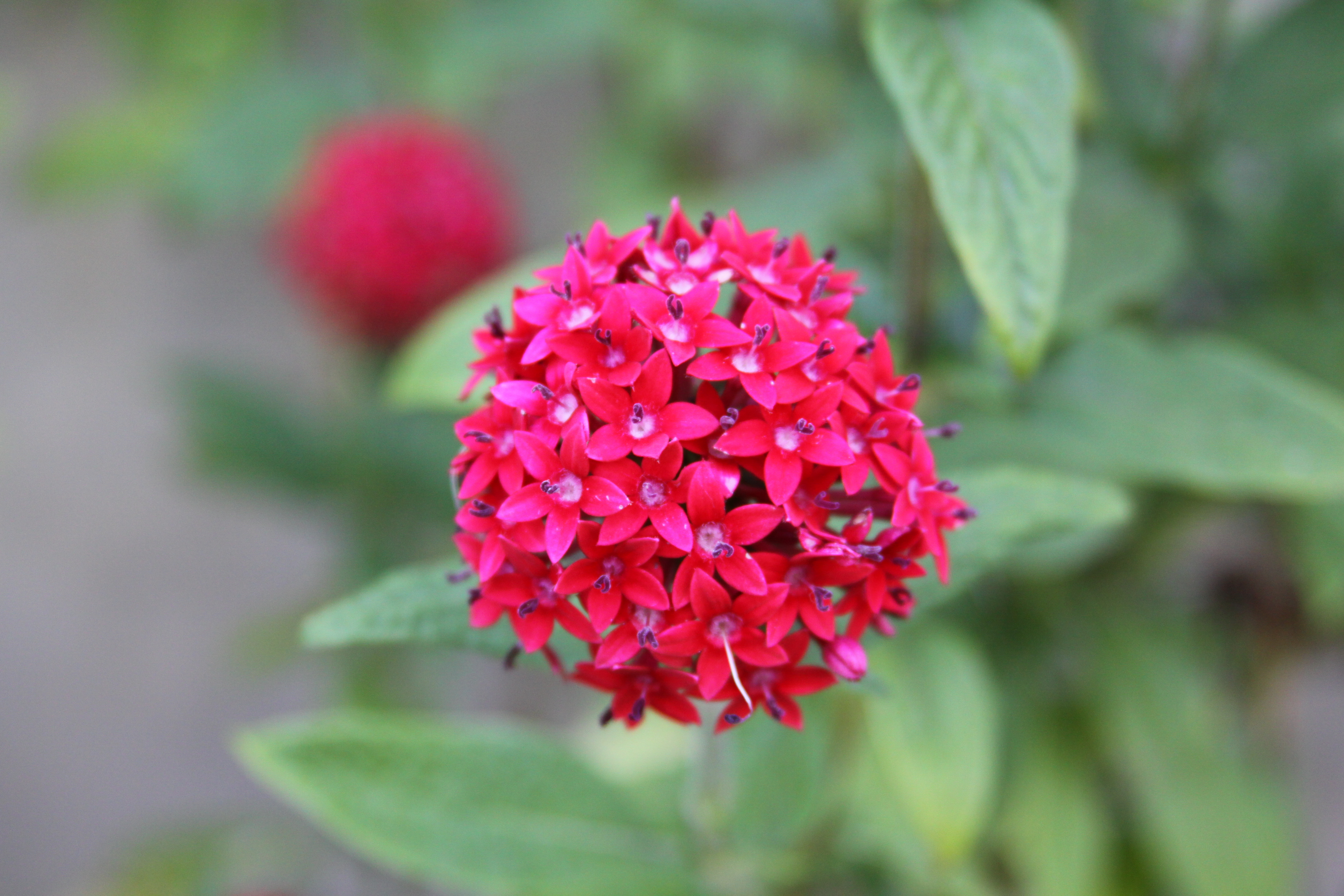

## Loài
Chi Pentas gồm các loài: